# Willy Fog na cestě za dobrodružstvím
Willy Fog na cestě za dobrodružstvím (španělsky Willy Fog 2) španělský animovaný televizní seriál z roku 1994 inspirovaný romány Julesa Vernea. Jde o pokračování úspěšnější série Willy Fog na cestě kolem světa. Bylo natočeno 26 dílů, v České republice často reprízováno. Série je rozdělena na dvě části korespondující s oběma zdroji inspirace, romány Cesta do středu Země a 20 000 mil pod mořem.

## Děj
Willy Fog společně se svými přáteli úspěšně dokončí cestu kolem světa a vyhraje sázku o 20000 liber. Romy, kterou zachránil v Indii před smrtí, se mu líbí, a rozhodne se s ní oženit. Poté všichni poklidně, šťastně a spokojeně žijí ve svém domě v Londýně. O několik měsíců později přijede za Willy Fogem profesor Lidenbrock a řekne mu, že v jedné ze svých knih našel vzkaz od islandského cestovatele Arne Saknussema, který se vydal až do středu Země. Nikdo jim to nevěří, a tak se rozhodnou to dokázat. Vydávají se proto na Island a jdou v Saknussemových stopách. Sullivan, dopálen prohrou, opět posílá kumpána Chidlinga, aby jim cestu překazil. Po příjezdu na Island Willy Fog nechá Romy s Čikem u Lidenbrockova přítele a vydávají se k sopce Snaffels, kde Saknussem popisuje začátek cesty. Chidling je však se svými pomocníky unese a Fog je jde zachránit. Poté, co se zbaví Chidlinga a zachrání Romy s Čikem, pokračují spolu. Čeká je ještě spousta dobrodružství, např. nedostatek vody, padající kamení, nebo souboj prehistorických příšer, které žily v podzemním moři, než jejich cesta úspěšně skončí u italské sopky Stromboli. Šťastně se vrátí do Londýna a Willy Fog opět vyhrává sázku.
O pár dní později mu přijde dopis od americké vlády, aby se připojil k expedici hledající záhadného podmořského tvora, který zničil mnoho lodí. Fog přijímá a odjíždí se svými přáteli do New Yorku. Na lodi Abraham - Lincoln se vydávají záhadného tvora hledat. Když záhadný tvor napadne jejich loď, všichni se ocitají na zvláštním plavidle. Zjistí, že to je ponorka kapitána Nema, Nautilus, a že právě on má všechny lodi na svědomí. Nemo je drží na Nautilu a odmítá je pustit na svobodu. Na Nautilu prožijí řadu dobrodružství, navštíví např. bájnou Atlantidu, uvíznou na jižním pólu, nebo jeden z členů posádky, dopálený kvůli nezdařenému plánu zničit Foga, unese Čika a odjede s dalšími na nedaleký ostrov, kde začínají chystat pomstu. Na Nautilu urazí 20000 mil, než je Nemo konečně pustí. Všichni se šťastně vrací do Londýna, kde začínají znovu spokojeně žít.

## Hlavní postavy a dabing
- Willy Fog – Viktor Preiss
- Romy – Eva Spoustová
- Barnabáš – Jiří Bruder, později Ladislav Potměšil
- Čiko – Inka Šecová
- Prof. Lidenbrock – Stanislav Fišer
- Hans, průvodce do středu země – Jan Schánilec
- Sullivan – Jan Přeučil
- Chidling – Václav Postránecký
- Lord Guinnes – Dalimil Klapka
- Ralph, novinář – Michal Pavlata
- Kapitán Nemo – Rudolf Jelínek
- Prof. Arronax – Jiří Prager
- Ned, harpunář – Bohuslav Kalva
- Kapitán lodi Abraham – Licoln – Roman Hájek
- Pat, jeden z členů posádky na Nautilu, nesnáší Willyho Foga – Svatopluk Schuler
- Oliver, kormidelník Nautilu Otakar Brousek ml.

## Vedlejší postavy
- Profesor Fridrikson – Antonín Molčík
- Kuchař Sam – Zdeněk Hess
- Mořský Vlk – Pavel Vondra